# Alois Flad

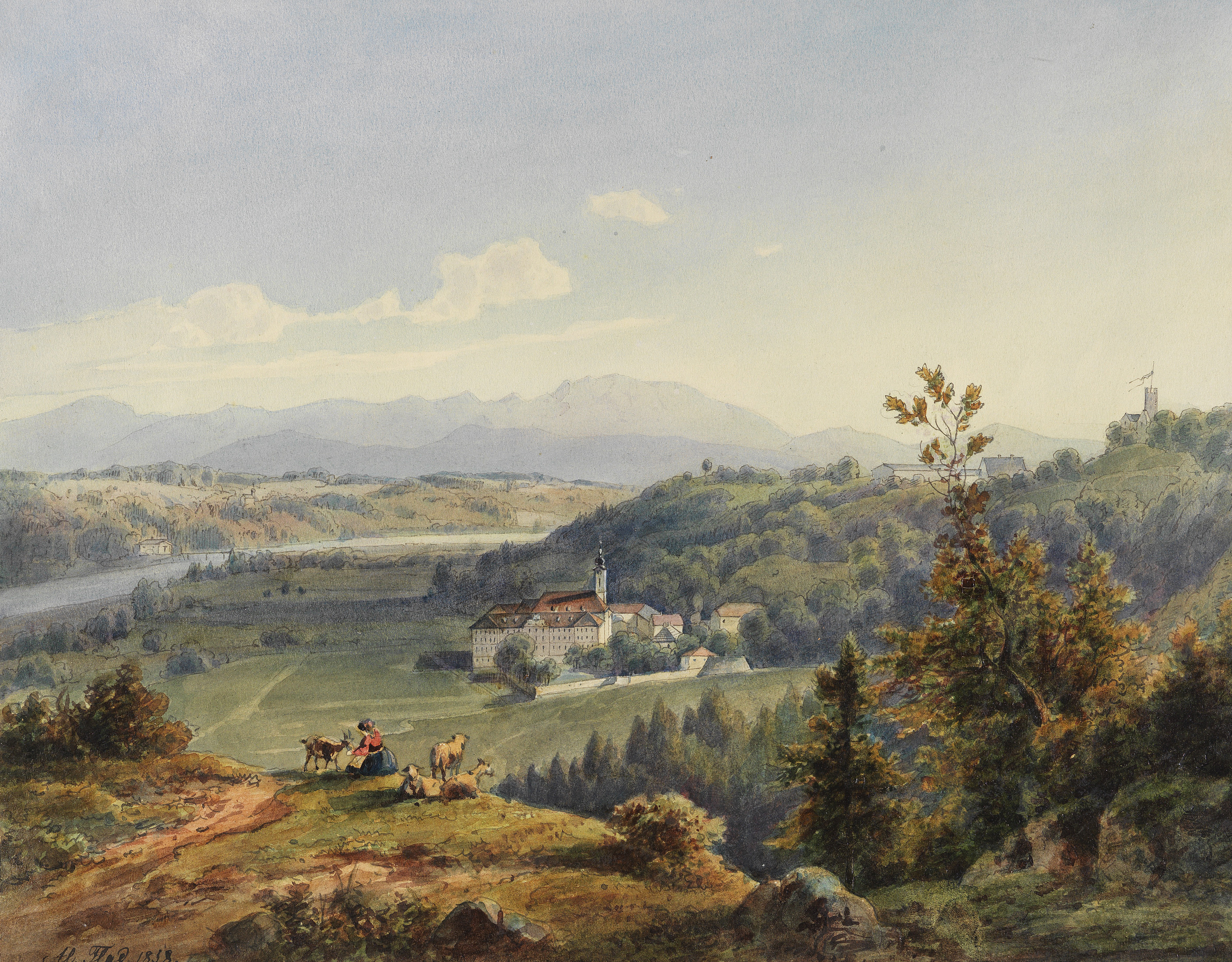
Ansicht von Kloster Schäftlarn, 1838

Alois Flad (* 28. Juli 1812 in München; † 28. April 1890 in Augsburg) war ein deutscher Maler, Zeichner, Radierer, Aquarellist und Lithograf.
Alois Flad studierte ab dem 23. April 1829 an der Königlichen Akademie der Künste in München in der Klasse der Historienmalerei. Nach dem Studium beschäftigte er sich mit der Landschafts- und Vedutenmalerei in Aquarell, Lithografie und Radierung.